# Lepisia macrgregori
Lepisia macrgregori är en skalbaggsart som beskrevs av Dombrow 1997. Lepisia macrgregori ingår i släktet Lepisia och familjen Melolonthidae. Inga underarter finns listade i Catalogue of Life.